# Dekret o usprawiedliwieniu
Dekret o usprawiedliwieniu – dekret uchwalony ostatecznie na VI sesji soboru trydenckiego w dniu 13 stycznia 1547 roku, składający się z 16 rozdziałów zawierających definicję nauki o usprawiedliwieniu w rozumieniu Kościoła katolickiego, a następnie 33 kanony z anatemami potępiającymi błędy dotyczące tej nauki.